# تكديرت (آيت عين)
تكديرت هو دُوَّار يقع بجماعة أوكنز، إقليم شتوكة آيت باها، جهة سوس ماسة في المملكة المغربية. ينتمي الدوّار لمشيخة آيت عين التي تضم 14 دوار. يقدر عدد سكانه بـ 8 نسمة حسب الإحصاء الرسمي للسكان والسكنى لسنة 2004.

## روابط خارجية
- البوابة الوطنية للجماعات الترابية نسخة محفوظة 12 مارس 2018 على موقع واي باك مشين.
- المندوبية السامية للتخطيط

- | - ع - ن - ت أكادير (مدينة الانبعاث) | - ع - ن - ت أكادير (مدينة الانبعاث)                                                                                                                                                             | - ع - ن - ت أكادير (مدينة الانبعاث) |
| ----------------------------------- | --- | ----------------------------------- |
| التاريخ                             | - تاريخ أكادير - التسلسل الزمني - أزمة أكادير 1911 - زلزال أكادير 1960 - كارثة أكادير الجوية | صُورة للمدينة                        |
| المعالم والمباني                    | - قصبة أكادير أوفلا - مسجد محمد الخامس - كروكوبارك أكادير - حديقة أولهاو - المتحف الجامعي للنيازك                                                                                               | صُورة للمدينة                        |
| الثقافة                             | - مهرجان أكادير للسينما والهجرة - مهرجان تيميتار - راديو بلوس أكادير - متحف التراث الأمازيغي بأكادير - بوجلود                                                                                   | صُورة للمدينة                        |
| المدارس والجامعات                   | - جامعة ابن زهر - المدرسة الوطنية للعلوم التطبيقية بأكادير - كلية الطب والصيدلة بأكادير - المدرسة الوطنية للتجارة والتسيير بأكادير - المدرسة العليا للتكنولوجيا بأكادير - المعهد الفرنسي للمغرب | صُورة للمدينة                        |
| النقل                               | - موندإير - الطريق السيار الدار البيضاء أكادير - مطار أكادير المسيرة الدولي - مطار بنسركاو العسكري                                                                                              | صُورة للمدينة                        |
| الرياضة                             | - نادي حسنية أكادير - نادي رجاء أكادير - ملعب أدرار - ملعب الانبعاث | صُورة للمدينة                        |
| أعلام                               | - منصف السلاوي - محمد بن سعيد أيت إيدر - محمد خير الدين - دومينيك ستراوس كان - محمد بوشارب - يوسف أشامي - خالد آيت الطالب                                                                       | صُورة للمدينة                        |